# 片折行
片折 行（かたおり あきら、1930年8月24日 - 2000年7月9日）は元競輪選手。日本競輪選手会埼玉支部に所属。また、同会の最高幹部職である理事長及び、日本自転車競技連盟の会長を歴任した。
日本競輪学校創設以前に選手登録された期前選手であり、選手登録番号は849。

## 来歴
元競輪選手の片折康行（競輪学校37期生、雷太の実兄）、片折雷太（同45期生、康行の実弟）の実父であり、現役の競輪選手で、共に雷太の実子である片折勇輝（同95期生、亮太の実兄）、片折亮太（同92期、勇輝の実弟）は実孫。
1950年6月8日、大宮競輪場でデビューし4着。特別競輪（現在のGI）のタイトル歴こそないが、長年に亘ってトップクラスの選手として活躍。1977年の日本選手権競輪（一宮競輪場）まで、特別競輪への参加実績を有する。そして、日本競輪選手会の理事長職の座に就いてからは、『片折天皇』と揶揄されるほど、競輪界に多大な影響力をもたらした。
理事長時代の主な「実績」
- 競輪選手の斡旋回数確保にかかる選手総数の削減（1988年、約4400名→約4200名）
- 1989年のKEIRINグランプリ'89中止にかかる中心的人物
- 重大走行注意、走行注意の導入など、競技規則の明確化（1991年より実施。後述する、ケイリンのオリンピック種目実現化を狙っての施策）
- 日本選手権競輪、オールスター競輪を除く特別競輪開催4日間制を実現
- 賞金総額の大幅アップを実現（1995年度、1996年度については、約4分の3にあたる競輪選手の平均獲得賞金額が1000万円を超えた）
- 日本競輪学校生徒募集人員の削減

また、日本自転車競技連盟の会長として、競輪選手会の理事職にある人物を海外に派遣して指導にあたらせる（寺澤節男など）などして、ケイリンの夏季オリンピック種目実現化にも尽力。
一方、1992年度以降、競輪の売上は2009年度時点で18年連続で対前年比割れという厳しい状況が続いていたが、1990年代後半に入ってからは、売上の低迷に相反する形で選手賞金総額の上昇が続いたことから、普通競輪（現在のFII開催に相当）の赤字化が恒常化。そのため、競輪場の施設を借りて開催を行う、借上施行者の撤退が相次ぐという事態を招くことになった。選手会を含む競輪関係5団体は、こうした急激な経営悪化の打開策として、1999年初頭、新番組制度骨子を発表したが、B級廃止が盛り込まれていたことに起因して選手会側は当初、制度改革に積極的とはいいがたく、上記骨子が新番組制度として実現するのは、片折の没後2年後となる2002年4月からにずれこんだ。
2000年7月9日選手登録削除。通算戦績2772戦849勝。なお、片折の没後2ヵ月後にあたる同年のシドニーオリンピックより、ケイリンがオリンピック種目として実施されることになった。